# Гумена прашка
Гумената прашка е метателно оръжие, при което ускоряваното тяло получава кинетическата си енергия за сметка на потенциалната енергия, съдържаща се в разпънатата гумена част. Използва се за развлечение, лов, както и за оръжие.

## Основни характеристики
Към основните предимства на гумената прашка се отнасят:
- Висока скорост на снаряда – от 60 до 120 м/с.
- Проста конструкция, ниска цена.
- Компактност.
- Практическа безшумност.
- Достъпност и универсалност на използваните изстрелвани снаряди, като камъни с подходяща форми сачми и други.
- Лесен ремонт.
- Сравнително висока скорост на стрелба.
- Гумени прашки изстрелващи оловни топчета с тегло от 2 до 7 грама на разстояние до 35 – 40 метра и има максимална енергия от 25 джаула, което я доближава до енергията на по-мощна пневматична пушка.

## Използване
- Спортна стрелба: Съществуват асоциации, занимаващи се с този вид стрелба, включително и вид пайнтбол.
- Лов и риболов: Използва се за лов на малки животни и птици. В риболова вариант на гумената прашка се използва за хвърляне на захранка.
- Като оръжие: Като оръжие се използва по време различни граждански безпорядъци.
- Престъпност: